# تشارلي بريغز (لاعب كرة قاعدة)
تشارلي بريغز (بالإنجليزية: Charlie Briggs)‏ هو لاعب كرة قاعدة أمريكي، ولد في سبتمبر 1860 في باتافيا في الولايات المتحدة، وتوفي في 10 مارس 1920 في سياتل في الولايات المتحدة.

## وصلات خارجية
- تشارلي بريغز على موقعبيزبول رفرنس.كوم (الدوري الرئيسي) (الإنجليزية)
- تشارلي بريغز على موقعبيزبول رفرنس.كوم (الدوري الثانوي) (الإنجليزية)